# Східні Ганги
Східні Ганги (орія ଗଙ୍ଗ ବଂଶ ଶାସନ) або династія Чодаганга — держава й царська династія на Індійському субконтиненті, що існувала від XI до початку XV століття. Східні Ганги володарювали на територіях Калінги, їхня влада поширювалась майже на всю територію сучасного індійського штату Орісса, а також на частини Західного Бенгалу, Андхра-Прадеш і Чхаттісґарх. Столиця держави мала назву Калінганагара (сучасний Мукхалінгам в окрузі Шрікакулам). Нині Східних Гангів більше пам'ятають, як будівельників храму сонця, об'єкту Світової спадщини ЮНЕСКО у Конарку.

## Історія

### Ранні Східні Ганги
Після падіння династії Магамеґавагани Калінга була поділена на різні князівства під загальною зверхність імперією Гуптів. Кожен із очільників князівств носив титул калінгадіпаті (володар Калінги). У 460-х роках починається занепад імперії Гуптів.
Початок того, що стало династією Ранніх Східних Гангів відбувся, коли на наприкінці 490-х роках Індраварма I переміг династію Вішнукундіна та встановив своє панування над регіоном зі столицею Калінганагара. Царі Ганги присвоювали різні титули, а саме: Трикалінгадхіпаті або Сакала Калінгадіпаті (Володар трьох Калінга або всіх трьох Калінга, а саме Калінга (південь), Уткала (північ) і Дакшина Косала (захід). 780-х роках на нетривалий час визнала зверхність імперії Пала.
Надалі Ранні Східні Ганги вели запеклі війни з Вакатака і Східними Чалук'ями, які почергово змінювалися поразками і перемогами. Деякий час залежність від Вакатаків змінювалася залежністю від Чалук'їв у 980-х роках. На початку 1000-х років навіть вдалося Східних Гангам втручатися у боротьбу за владу в державі Східних Чалук'їв. Але підкорення останніх Чола призвела до конфлікту з цією імперією. 1038 року відбувається занепад Ранніх Східних Гангів.

### Пізні Східні Ганга (з Трикалінги)
Засновником династії був цар Анантаварман Чодаганга, нащадок Західних Гангів, які правили у південній частині сучасної Карнатаки, і царів з династії Чола. Правителі Східних Гангів мали шлюбні зв'язки з імператорами Чола та Східних Чалук'їв. Анантаварман був дуже релігійною особою і покровителем мистецтва й літератури. Йому приписують будівництво храму Джаганнатха у Пурі.
Царі Східних Гангів були змушені постійно захищати свої володіння від нападів мусульманських правителів, насамперед бенгальських султанів. З 1430-х років воювало спочатку проти наякства Мусунарі, а потім династії Редді. 1356 року зазнало нищівної поразки від першого, а 1364 року опинилася під зверхності останньої. 1425 року значну територію захоплено Віджаянагарською імперією. Могутність династії занепала за правління Бхану Деви IV (1414–34).

## Економіка

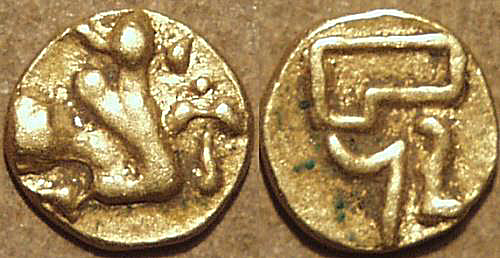

Держава процвітала за рахунок торгівлі та комерції.

## Культура
Запам'яталась династія зведенням величних храмів. Наприкінці X ст. шиваїзм взяв гору над буддизмом і джайнізмом. У цей період був побудований чудовий храм Шрімухалінгам у Мухалінгамі.